# NGC 5122
NGC 5122 is een spiraalvormig sterrenstelsel in het sterrenbeeld Maagd. Het hemelobject werd op 24 april 1887 ontdekt door de Amerikaanse astronoom Lewis A. Swift.

## Synoniemen
- MCG -2-34-43
- 2SZ 43
- PRC B-16
- PGC 46848